# RIC TV Maringá
RIC TV Maringá é uma emissora de televisão brasileira sediada em Maringá, cidade do estado do Paraná. Opera no canal 13 (34 UHF digital), e é afiliada à Record. Integra a RIC TV, rede de televisão pertencente ao Grupo RIC. A emissora mantém estúdios localizados no Jardim Bela Vista, enquanto seus transmissores estão na Praça Pio XII, na Zona 05.

## História
O então Sistema Sul de Comunicação recebeu a primeira concessão de um canal de televisão por meios próprios no Paraná em 26 de agosto de 1987, quando o presidente José Sarney outorgou o canal 13 VHF de Maringá. A emissora entrou no ar em novembro de 1988, como TV Vanguarda, retransmitindo a programação da Rede Manchete, que até então chegava a região através de uma retransmissora da TV Vanguarda de Cornélio Procópio no canal 6 VHF, que foi desativada e substituída semanas depois pela TV Maringá. Em 15 de julho de 1989, a emissora passa a se chamar TV Independência Maringá, unificando sua identidade com a emissora de Curitiba.
Em fevereiro de 1995, durante sua fase de expansão pelo país, a Rede Record comprou uma participação de 30% das ações das emissoras de televisão do Sistema Sul de Comunicação, incluindo a TV Independência Maringá, o que significou o fim da sua afiliação com a Rede Manchete em 1.º de julho daquele ano. Em 2000, juntamente com as outras componentes da agora intitulada Rede Independência de Comunicação, a emissora adotou a mesma sigla do grupo, passando a se chamar RIC Maringá.
Em abril de 2021, a diretoria do Grupo RIC anunciou um investimento de 5 milhões de reais na construção de uma nova sede para a RIC Maringá. O novo edifício foi erguido no Jardim Bela Vista, substituindo as antigas instalações da emissoras na Zona 05, e tem uma área construída de 900 m². A inauguração da nova sede ocorreu em 23 de novembro de 2022, em uma cerimônia com a participação de 200 convidados, incluindo o apresentador Celso Zucatelli.

## Sinal digital
| Canal virtual | Canal digital | Resolução de tela | Programação                                        |
| ------------- | ------------- | ----------------- | -------------------------------------------------- |
| 13.1          | 34 UHF        | 1080i             | Programação principal da RIC TV Maringá / RecordTV |
| 13.2          | 34 UHF        | 720p              | Aula Paraná (8.º e 6.º anos)                       |
| 13.3          | 34 UHF        | 720p              | Aula Paraná (9.º e 7.º anos)                       |
| 13.4          | 34 UHF        | 720p              | Aula Paraná (Ensino médio)                         |

A emissora iniciou suas transmissões digitais em caráter experimental em 10 de abril de 2015, através do canal 35 UHF para Maringá e áreas próximas. O lançamento oficial ocorreu em 28 de julho, com uma cerimônia para vários convidados no Giardino Eventos.
Em 6 de abril de 2020, em parceria com o governo estadual, a emissora e as outras componentes da RIC colocaram no ar o Aula Paraná, para exibir teleaulas aos alunos da rede pública de ensino que ficaram sem ir para a escola em razão da pandemia de COVID-19. No subcanal 13.2, são transmitidas aulas para estudantes do 8.º e 6.º anos do ensino fundamental; no 13.3, para o 9.º e 7.º anos; e no 13.4, para os estudantes do ensino médio. As mesmas teleaulas exibidas pela TV passaram a ser disponibilizadas em um aplicativo móvel homônimo criado pela Secretaria Estadual de Educação e Esportes.
Transição para o sinal digital
Com base no decreto federal de transição das emissoras de TV brasileiras do sinal analógico para o digital, a RIC TV Maringá, bem como as outras emissoras de Maringá, cessou suas transmissões pelo canal 13 VHF em 28 de novembro de 2018, seguindo o cronograma oficial da ANATEL.

## Programas
Além de retransmitir a programação nacional da RecordTV, atualmente a RIC TV Maringá produz e exibe os seguintes programas:
- Balanço Geral Maringá: Jornalístico, com Ricardo Souza (Salsicha);
- Ver Mais: Revista eletrônica, com Juliana Rocha;
- Cidade Alerta Maringá: Jornalístico policial, com Nader Khalil;
- Balanço Geral Maringá Edição de Sábado: Jornalístico, com Ricardo Souza (Salsicha);

Retransmitidos da RIC TV Curitiba
- RIC Notícias Dia: Telejornal, com Manuella Niclewicz;
- RIC Notícias 24h: Boletim informativo, com Manuella Niclewicz;
- A Hora da Venenosa: Quadro do Balanço Geral PR, com Jasson Goulart e Cecília Comel;
- RIC Notícias Noite: Telejornal, com Eduardo Scola;
- RIC Rural: Jornalístico sobre agronegócio, com Sérgio Mendes e Rose Machado

## Retransmissoras
- Campo Mourão - 13 (34 UHF)
- Cianorte - 52 (49 UHF)
- Colorado - 49 UHF / 13 (34 UHF digital)
- Goioerê - 28 UHF / 38 UHF digital
- Paranavaí - 13 (34 UHF)
- Terra Rica - 13 (34 UHF)
- Umuarama - 11 (49 UHF)